# Nyírgyulaj
Nyírgyulaj är en ort i Ungern.   Den ligger i provinsen Szabolcs-Szatmár-Bereg, i den nordöstra delen av landet, 230 km öster om huvudstaden Budapest. Nyírgyulaj ligger 144 meter över havet och antalet invånare är 2 130.
Terrängen runt Nyírgyulaj är mycket platt. Runt Nyírgyulaj är det ganska tätbefolkat, med 172 invånare per kvadratkilometer. Närmaste större samhälle är Nyírbátor, 6,4 km söder om Nyírgyulaj. Trakten runt Nyírgyulaj består till största delen av jordbruksmark.